# Ульва
Ульва (Ulva) — рід зелених водоростей родини ульвові (Ulvaceae). Поширені в морях помірного і субтропічного поясу. В Україні в Чорному та Азовському морях.

## Біологічний опис
Багатоклітинна світло-зелена слань цієї водорості пластинчаста, може бути цільна, розсічена або гілляста. Довжина таллома становить, в середньому, 0,3-1,5 метра. У його структурі розрізняють два ряди тісно прилеглих один до одного клітин. В основі слані є великі клітини з ризоїдами, що утворюють підошву, за допомогою якої водорость прикріплюється до підводного субстрату.
Найсприятливіші умови для рослин цього роду — невеликі бухти і затоки, що добре прогріваються сонцем.
Спорофіти та гаметофіти водорості морфологічно однакові і мають вигляд двошарової пластинки з гофрованими краями, довжина якої становить кілька сантиметрів. Кожна клітина містить одне ядро, пристінний пластинчастий хлоропласт з одним-кількома піреноïдами.
Таломи гаметофітів розвиваються із чотириджгутикових зооспор, спорофітів — із щойно утворених зигот, які зберігають джгутики гамет, тобто із планозигот. Розвиток пластин спорофітів та гаметофітів відбувається із зооспор або планозигот однаковим способом: монадна клітина прикріплюється до субстрату, втрачає джгутики і ділиться спочатку в поперечній площині, утворюючи однорядну нерозгалужену первинну нитку, яка нагадує талом улотриксу. Далі клітини нитки діляться повздовжньо-радіально, утворюючи одношарову трубку з порожниною в центрі. Стінки трубки змикаються, і крайові клітини про довжують ділитися, внаслідок чого утворюється двошарова платівка зі складчастими краями.
Хоча таломи спорофітів та гаметофітів морфологічно однакові, проте плоїдність їх різна, і тому зооспори і гамети ніколи не утворюються на одному й тому ж таломі. Зооспори утворюються шляхом послідовного поділу протопласта будь-якої клітини на чотири-вісім клітин, причому перший поділ є редукційним, і, таким чином, спорофіти є диплоїдними, зооспори — гаплоїдними. Статеве розмноження відбувається за допомогою дводжгутикових гамет. Статевий процес, залежно від виду, може бути ізогамним або гетерогамним. Для ульви характерна гетероталічність — гаметофіти відрізняються в статевому відношенні: одні продукують гаметитзі знаком «+», інші — зі знаком «-». Копуляція відбувається лише між гаметами різних статевих знаків. Якщо статевий процес ізогамний, «+» та «-» таломи розрізнити не вдається. У випадку гетерогамії таломи різних статевих знаків розпізнаються навіть неозброєним оком, за забарвленням плодючих ділянок. Так, у чоловічих таломів ці ділянки жовтуваті, у жіночих — темно-зелені. Зигота, що утворюється внаслідок копуляції гамет, містить диплоїдне ядро і без періоду спокою одразу проростає в диплоїдний спорофіт. Таким чином, в ульви спостерігається правильне чергування ізоморфних поколінь: диплоїдного спорофіта та гаплоїдного гаметофіта.
Види роду Ulva мешкають у морях теплого та помірного поясів, зокрема в Чорному морі. Водорість їстівна, в деяких країнах навіть уведена в аквакультуру і вирощується на спеціалізованих морських фермах.

## Значення
Ці водорості є кормом для багатьох підводних мешканців. Багато видів риб (атериноподібні, сарганоподібні та ін.) метають на них ікру.
Морський салат (Ulva lactuca) в багатьох країнах, зокрема Японії, Кореї вживається в їжу, зокрема йде на приправи. Вони багаті залізом, марганцем, йодом, іншими мікроелементами, а також вітамінами, амінокислотами. Ульву часто застосовують у комплексних програмах по зниженню ваги з метою нормалізації обміну речовин в організмі людини.

## Небезпека для здоров'я
При гнитті водоростей виділяється багато сірководню та інших токсичних газів. У серпні 2009 року велику кількість цих водоростей викинуло на пляжі Бретані, Франція, і через це трапилось два інциденти. Недалеко від муніципалітету Сен-Мішель-ан-Грев після вдихання парів ульви вершник знепритомнів, а його кінь помер. Другий випадок стався з водієм вантажівки, котрий вивозив гнилі водорості з узбережжя.

## Види
Список видів згідно World Register of Marine Species (2012):
- Ulva acanthophora (Kützing) Hayden, Blomster, Maggs, P.C. Silva, Stanhope & J.R. Waaland, 2003
- Ulva anandii Amjad & Shameel, 1993
- Ulva arasakii Chihara, 1969
- Ulva atroviridis Levring, 1938
- Ulva beytensis Thivy & Sharma, 1966
- Ulva bifrons Ardré, 1967
- Ulva brevistipita V.J. Chapman, 1956
- Ulva burmanica (Zeller) De Toni, 1889
- Ulva californica Wille, 1899
- Ulva chaetomorphoides (Børgesen) Hayden, Blomster, Maggs, P.C. Silva, M.J. Stanhope & J.R. Waaland, 2003
- Ulva clathrata (Roth) C. Agardh, 1811
- Ulva compressa Linnaeus, 1753
- Ulva conglobata Kjellman, 1897
- Ulva cornuta Lightfoot, 1777
- Ulva covelongensis V. Krishnamurthy & H. Joshi, 1969
- Ulva crassa V.J. Chapman, 1956
- Ulva crassimembrana (V.J. Chapman) Hayden, Blomster, Maggs, P.C. Silva, M.J. Stanhope & J.R. Waaland, 2003
- Ulva curvata (Kützing) De Toni, 1889
- Ulva denticulata P.J.L. Dangeard, 1959
- Ulva diaphana Hudson, 1778
- Ulva elegans Gayral, 1960
- Ulva enteromorpha Le Jolis, 1863
- Ulva erecta (Lyngbye) Fries
- Ulva expansa (Setchell) Setchell & N.L. Gardner, 1920
- Ulva fasciata Delile, 1813
- Ulva flexuosa Wulfen, 1803
- Ulva geminoidea V.J. Chapman, 1956
- Ulva gigantea (Kützing) Bliding, 1969
- Ulva grandis Saifullah & Nizamuddin, 1977
- Ulva hookeriana (Kützing) Hayden, Blomster, Maggs, P.C. Silva, M.J. Stanhope & J.R. Waaland
- Ulva hopkirkii (M'Calla ex Harvey) P. Crouan & H. Crouan
- Ulva howensis (A.H.S. Lucas) Kraft, 2007
- Ulva indica Roth, 1806
- Ulva intestinalis Linnaeus, 1753
- Ulva intestinaloides (R.P.T. Koeman & Hoek) Hayden, Blomster, Maggs, P.C. Silva, M.J. Stanhope & J.R. Waaland, 2003
- Ulva javanica N.L. Burman, 1768
- Ulva kylinii (Bliding) Hayden, Blomster, Maggs, P.C. Silva, M.J. Stanhope & J.R. Waaland, 2003
- Ulva lactuca Linnaeus, 1753
- Ulva laetevirens J.E. Areschoug, 1854
- Ulva laingii V.J. Chapman, 1956
- Ulva linearis P.J.L. Dangeard, 1957
- Ulva linza Linnaeus, 1753
- Ulva lippii Lamouroux
- Ulva litoralis Suhr ex Kützing
- Ulva littorea Suhr
- Ulva lobata (Kützing) Harvey, 1855
- Ulva maeotica (Proshkina-Lavrenko) P.M.Tsarenko, 2011
- Ulva marginata (J. Agardh) Le Jolis
- Ulva micrococca (Kützing) Gobi
- Ulva neapolitana Bliding, 1960
- Ulva nematoidea Bory de Saint-Vincent, 1828
- Ulva ohnoi Hiraoka & Shimada, 2004
- Ulva olivascens P.J.L. Dangeard
- Ulva pacifica Endlicher
- Ulva papenfussii Pham-Hoang Hô, 1969
- Ulva parva V.J. Chapman, 1956
- Ulva patengensis Salam & Khan, 1981
- Ulva percursa (C. Agardh) C. Agardh
- Ulva pertusa Kjellman, 1897
- Ulva phyllosa (V.J. Chapman) Papenfuss
- Ulva polyclada Kraft, 2007
- Ulva popenguinensis P.J.L. Dangeard, 1958
- Ulva porrifolia (S.G. Gmelin) J.F. Gmelin
- Ulva profunda W.R. Taylor, 1928
- Ulva prolifera O.F.Müller, 1778
- Ulva pseudocurvata Koeman & Hoek, 1981
- Ulva pseudolinza (R.P.T. Koeman & Hoek) Hayden, Blomster, Maggs, P.C. Silva, M.J. Stanhope & J.R. Waaland, 2003
- Ulva pulchra Jaasund, 1976
- Ulva quilonensis Sindhu & Panikkar, 1995
- Ulva radiata (J. Agardh) Hayden, Blomster, Maggs, P.C. Silva, M.J. Stanhope & J.R. Waaland, 2003
- Ulva ralfsii (Harvey) Le Jolis, 1863
- Ulva ranunculata Kraft & A.J.K. Millar, 2000
- Ulva reticulata Forsskål, 1775
- Ulva rhacodes (Holmes) Papenfuss, 1960
- Ulva rigida C. Agardh, 1823
- Ulva rotundata Bliding, 1968
- Ulva saifullahii Amjad & Shameel, 1993
- Ulva serrata A.P.de Candolle
- Ulva simplex (K.L. Vinogradova) Hayden, Blomster, Maggs, P.C. Silva, M.J. Stanhope & J.R. Waaland, 2003
- Ulva sorensenii V.J. Chapman, 1956
- Ulva spinulosa Okamura & Segawa, 1936
- Ulva stenophylla Setchell & N.L. Gardner, 1920
- Ulva sublittoralis Segawa, 1938
- Ulva subulata (Wulfen) Naccari
- Ulva taeniata (Setchell) Setchell & N.L. Gardner, 1920
- Ulva tanneri H.S. Hayden & J.R. Waaland, 2003
- Ulva tenera Kornmann & Sahling
- Ulva torta (Mertens) Trevisan, 1841
- Ulva tuberosa Palisot de Beauvois
- Ulva uncialis (Kützing) Montagne, 1850
- Ulva uncinata Mohr
- Ulva uncinata Mertens
- Ulva usneoides Bonnemaison
- Ulva utricularis (Roth) C. Agardh
- Ulva utriculosa C. Agardh
- Ulva uvoides Bory de Saint-Vincent
- Ulva ventricosa A.P.de Candolle